# Rompeolas

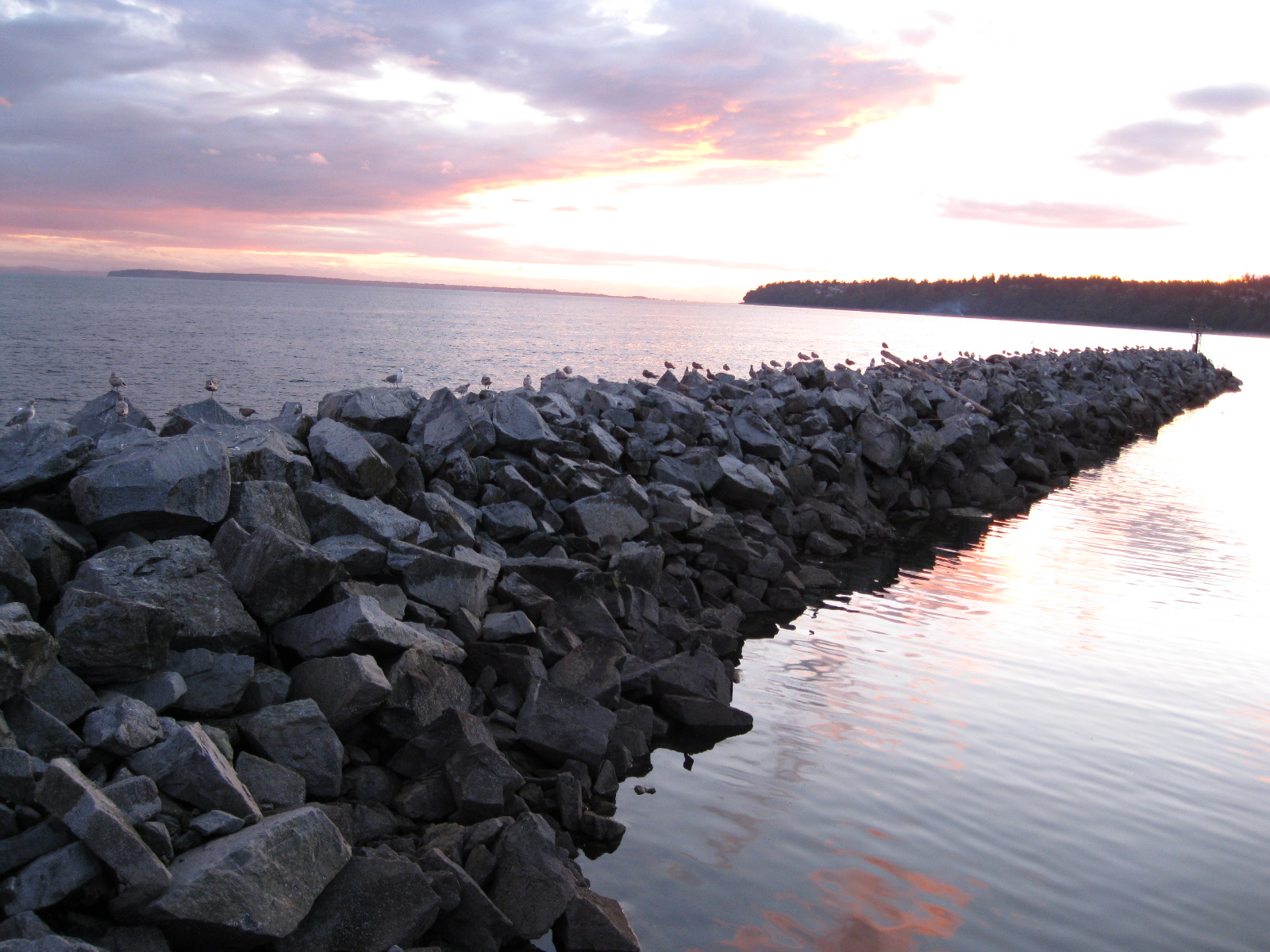
Cortaolas en las playas de Mar del Plata (Argentina).

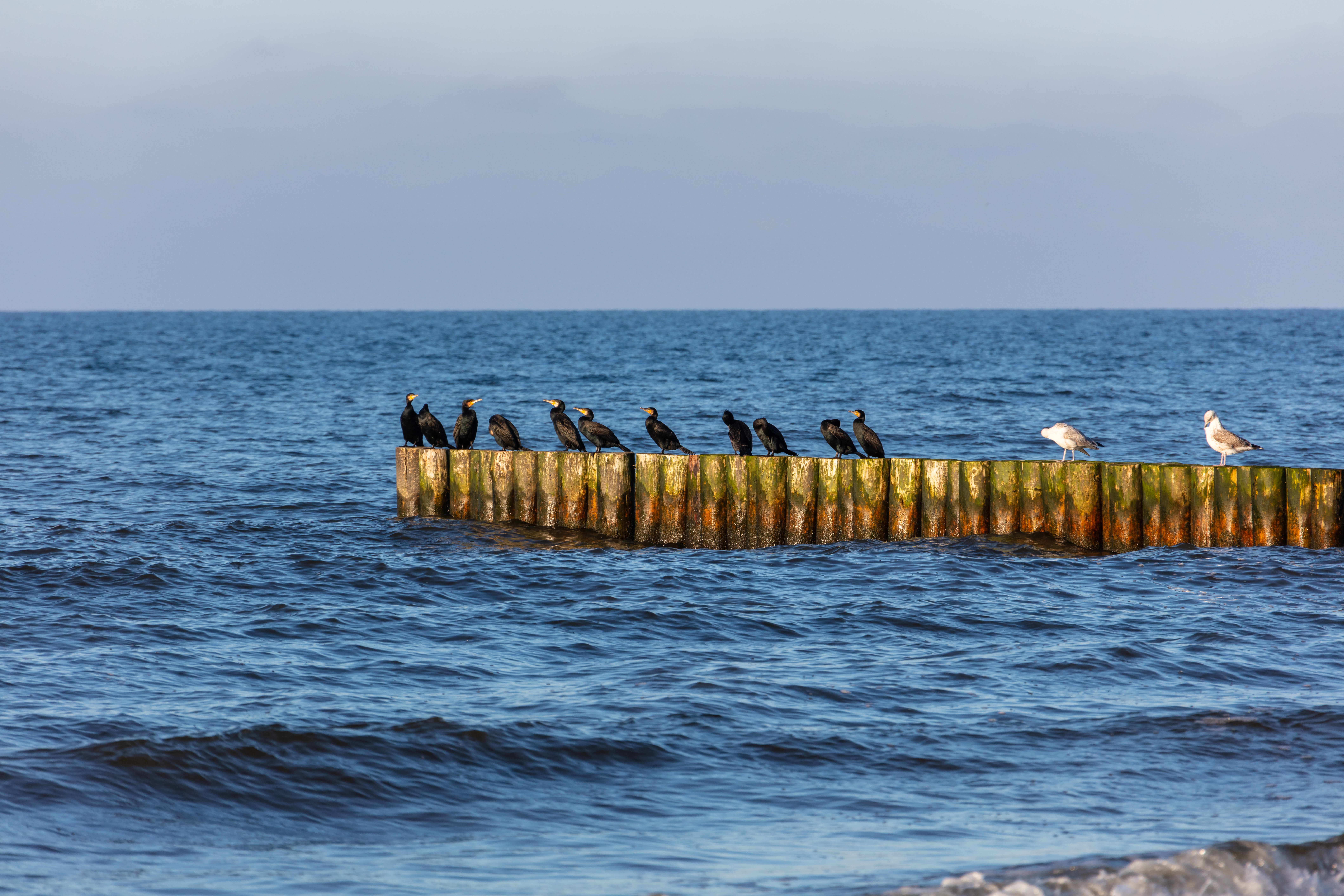
Rompeolas en Trzęsacz (Polonia).

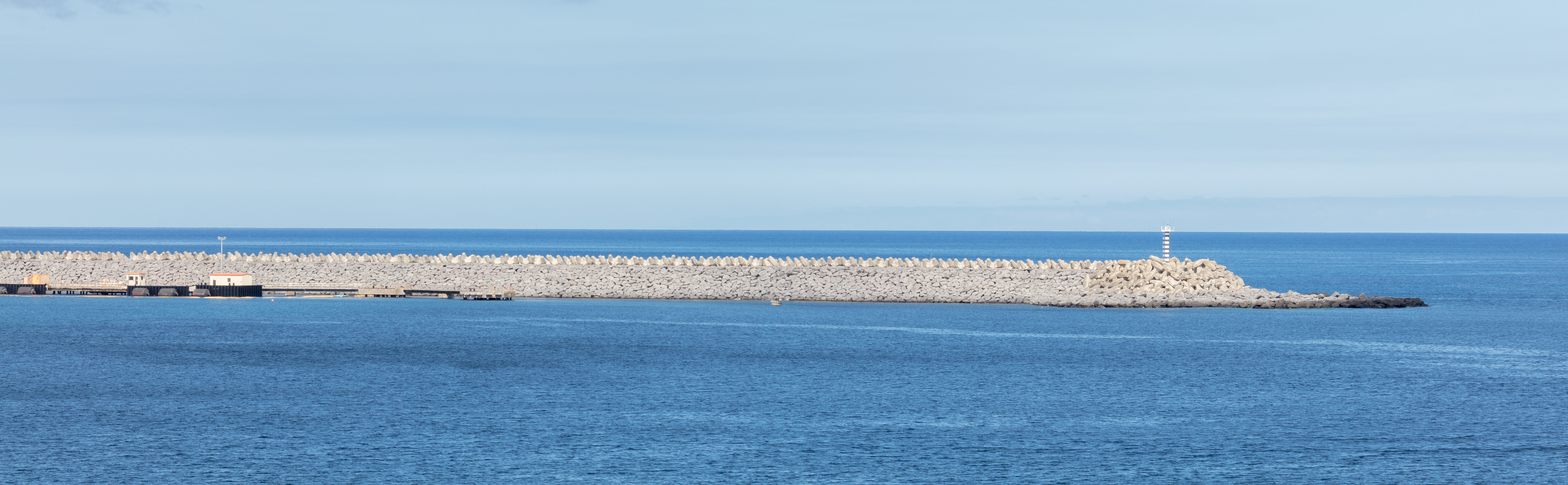
Rompeolas en Praia da Vitória, Azores (Portugal).

Un rompeolas es un dique o estructura permanente construida en una zona costera para proteger contra las mareas, las corrientes, las olas y las marejadas ciclónicas y procurar abrigo a un puerto o rada. Los rompeolas se han construido desde la Antigüedad para proteger los fondeaderos, ayudando a aislar a los buques de los peligros marinos, como las olas impulsadas por el viento. Son calculados, normalmente, para una determinada altura de ola con un periodo de retorno especificado. El cálculo y diseño de una estructura marítima de este porte, así como de diques, molles o muelles y otras estructuras marítimas, es diseñado por ingenieros oceánicos o especialistas en ingeniería hidráulica.
También se llaman cortaolas a una parte de los pilares de un puente, que tienen la finalidad de sustentar la presión del agua. Como parte de un sistema de gestión costera, los rompeolas se instalan paralelos a la costa para minimizar la erosión. En las playas donde la deriva costera amenaza la erosión del material de la playa, se pueden instalar estructuras más pequeñas en la playa, generalmente perpendiculares a la orilla del agua. Su acción sobre las olas y las corrientes tiene como objetivo frenar la deriva costera y desalentar la movilización de material de playa. En este uso se les suele denominar espigones.

## Historia
Los rompeolas se construyeron para crear refugios portuarios. Vitruvio es el único autor antiguo que nos da explicaciones técnicas sobre la construcción de obras marítimas. Pero sus bocetos no nos han llegado y su texto es objeto de discusiones sobre su interpretación.
Los medios utilizados antiguamente, por supuesto, han evolucionado:
- estructuras de madera sobre pies o plataformas de madera sobre pilas de piedras (sobre todo para los muelles),
- estructuras de bloques de piedra cortados con posible llenado de los huecos entre las caras, desarrolladas por los fenicios,
- estructuras de hormigón con pouzzolana: bloques sólidos hundidos bajo el agua en una base de madera, desarrollado por los romanos.

## Propósito de un rompeolas
Los rompeolas reducen la intensidad de la acción de las olas en aguas costeras y, por lo tanto, proporcionan un puerto seguro. Los rompeolas también pueden ser pequeñas estructuras diseñadas para proteger una playa de pendiente suave y reducir la erosión costera: se colocan a 100-300 pies (30-90 m) de la costa en aguas relativamente poco profundas.
Un fondeadero solo es seguro si los barcos anclados allí están protegidos de la fuerza de las poderosas olas por alguna estructura grande detrás de la cual puedan refugiarse. Los puertos naturales están formados por barreras, tales como promontorios o escollos. Se pueden crear puertos artificiales con la ayuda de rompeolas.

## Construcción
Un rompeolas se construye con bloques apilados de roca de dimensiones considerables, o con elementos prefabricados de hormigón (cubos, paralelepípedos, dolos y tetrápodos o cuadrípodos), que se colocan dentro del agua en ríos, arroyos o próximos a la costa marítima, con la intención de aumentar el flujo en varias direcciones determinadas, reducir el oleaje o evitar la decantación de arena.
El comportamiento de los espigones en la costa marítima está influido por una gran cantidad de factores, lo que hace que sea muy difícil predecir con buena aproximación los efectos que este pueda tener en la práctica. Por este motivo es muy importante ensayar el comportamiento de este tipo de estructuras marinas en modelos reducidos.

## Tipos de rompeolas

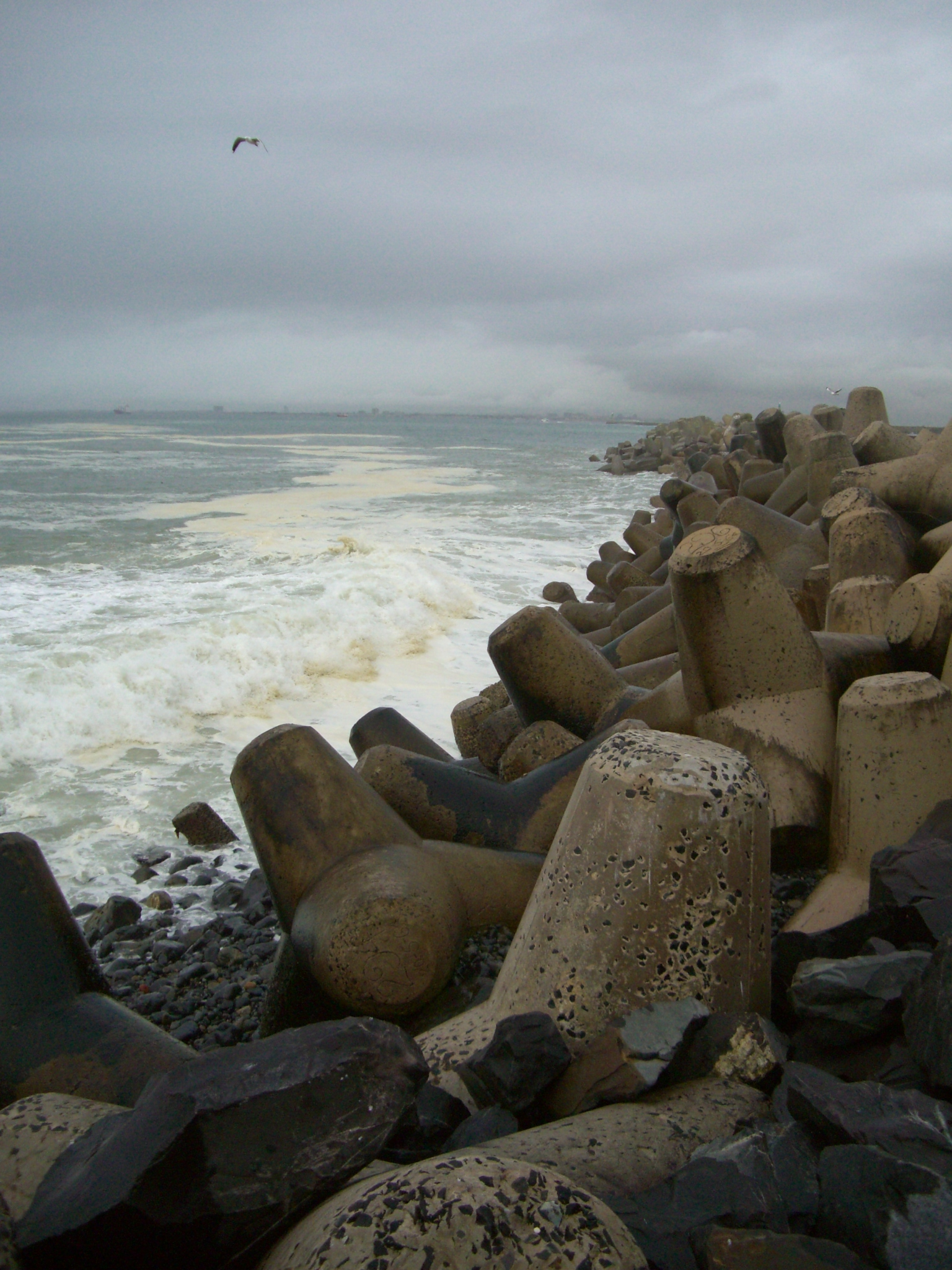
Un rompeolas de roca a granel construido con bloques de hormigón especialmente creados para ello.

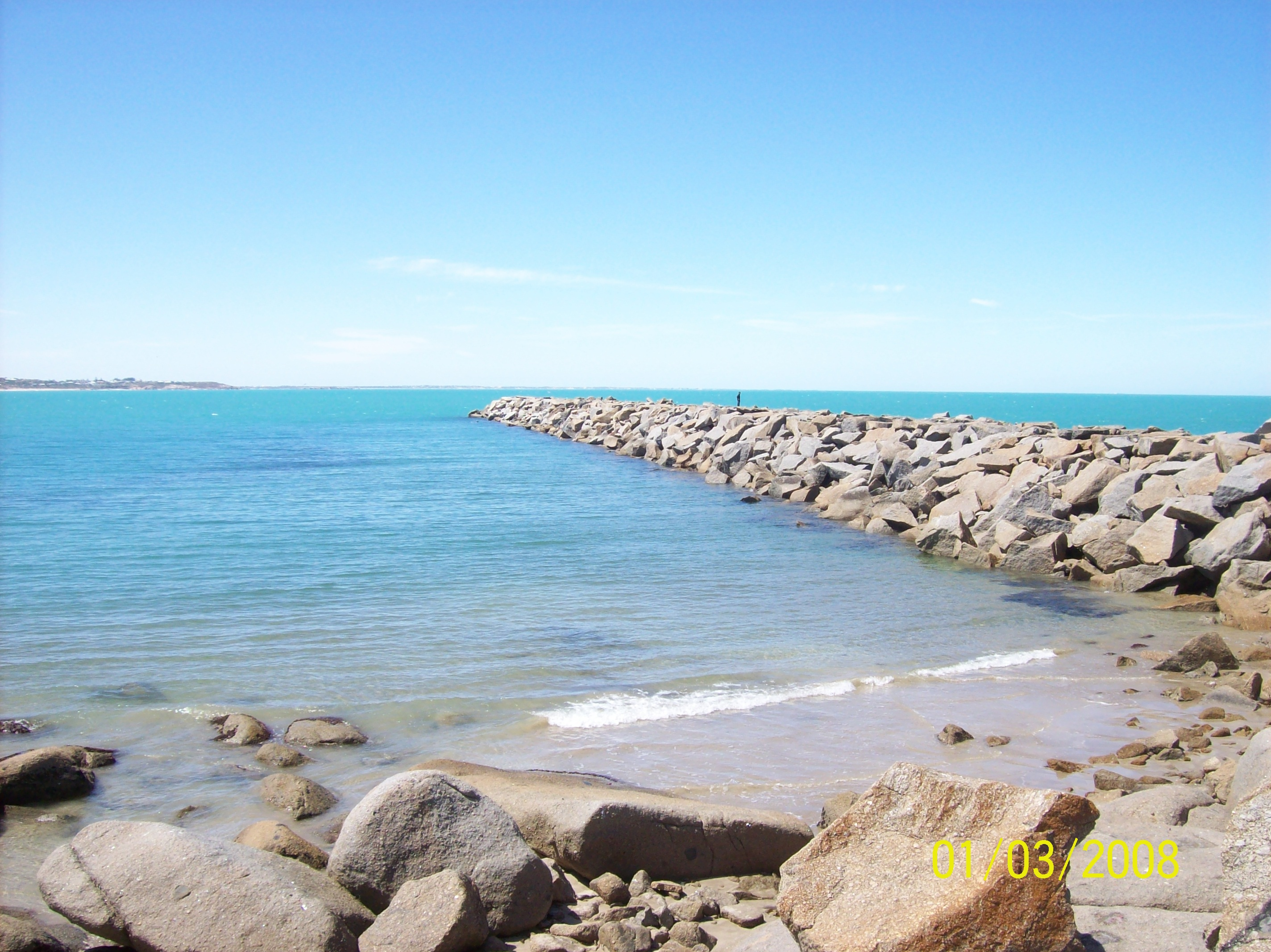
... y de bloques de granito

### Montículos de rocas
El rompeolas de roca de vertedero o "montículo de escombros" es uno de los tipos más comunes de rompeolas. La mayoría de los grandes rompeolas de la costa holandesa y belga también son de este tipo. En esencia, estos rompeolas consisten en un núcleo de escombros (piedra de ingeniería hidráulica) con una capa protectora más pesada en el exterior: la capa de "blindaje". Esta capa de blindaje puede consistir en piedra de ingeniería hidráulica de clase pesada (en comparación con el material interno) o en elementos especiales de rompeolas de hormigón. El peso necesario de la piedra hidráulica se calcula mediante la fórmula de Van der Meer. Los elementos de hormigón pueden ser desde simples cubos, hasta formas más complicadas con todo tipo de patas acopladas, las "unidades de enclavamiento". Estas formas especiales hacen que los bloques se enganchen entre sí hasta cierto punto, haciendo que trabajen juntos, por así decirlo, para resistir el ataque de las olas. Por cierto, cabe destacar que estos elementos de hormigón son de hormigón no armado; esto se debe a que el riesgo de que el acero de la armadura se oxide en el agua salada del mar es demasiado grande.
Otros componentes de un rompeolas de piedra vertida son: una o más capas de filtro (capas de piedra entre el núcleo y la capa de armadura, para crear una transición algo gradual entre los materiales finos y los gruesos), una construcción de filtro en el fondo (también puede ser, por ejemplo, una tela especial), una construcción de puntera para apoyar la capa de armadura en la dirección a lo largo del talud, y posiblemente un muro de coronación en la parte superior para hacer transitable el rompeolas.
La ventaja de un rompeolas de piedra vertida es que esta estructura es relativamente barata y fácil de construir. Este tipo de rompeolas es fácil de reparar (aunque se vuelve un poco más difícil en el caso de las unidades entrelazadas) e incluso tiene una capacidad de autorreparación: el hundimiento posterior de la capa de blindaje puede rellenar el agujero creado cuando una piedra o un bloque de hormigón se ha salido de su sitio en algún lugar (o incluso se ha salido por completo del rompeolas).
La desventaja de un rompeolas de piedra vertida es que la cantidad de material necesario, y por tanto el coste del rompeolas, aumenta cuadráticamente con la profundidad. Por ello, este tipo de rompeolas no suele ser una solución económica en aguas muy profundas.

#### Rompeolas de berma
Un tipo especial de rompeolas de tierra es el rompeolas de berma. Son espigones que tienen una berma horizontal alrededor del nivel de diseño. Hay dos tipos de rompeolas de berma, ambos con ideas básicas completamente diferentes.
El rompeolas de berma dinámicamente estable es un rompeolas formado por una clase de piedra (es decir, sin acumulación de capas en la superficie). El tamaño de la piedra es algo pequeño, lo que permite el movimiento durante las tormentas. Durante dicha tormenta, el perfil se deforma, hasta que finalmente queda un perfil estable en forma de S. La ventaja de este tipo es que la aplicación es muy sencilla, las piedras no tienen que estar cuidadosamente colocadas ni tienen que cumplir todo tipo de requisitos de clase. Sin embargo, el inconveniente es que la cantidad de piedra necesaria es mayor. Así que esta es una buena solución si hay una cantera en las cercanías de la obra de la que se puede extraer mucha piedra a bajo precio.
.

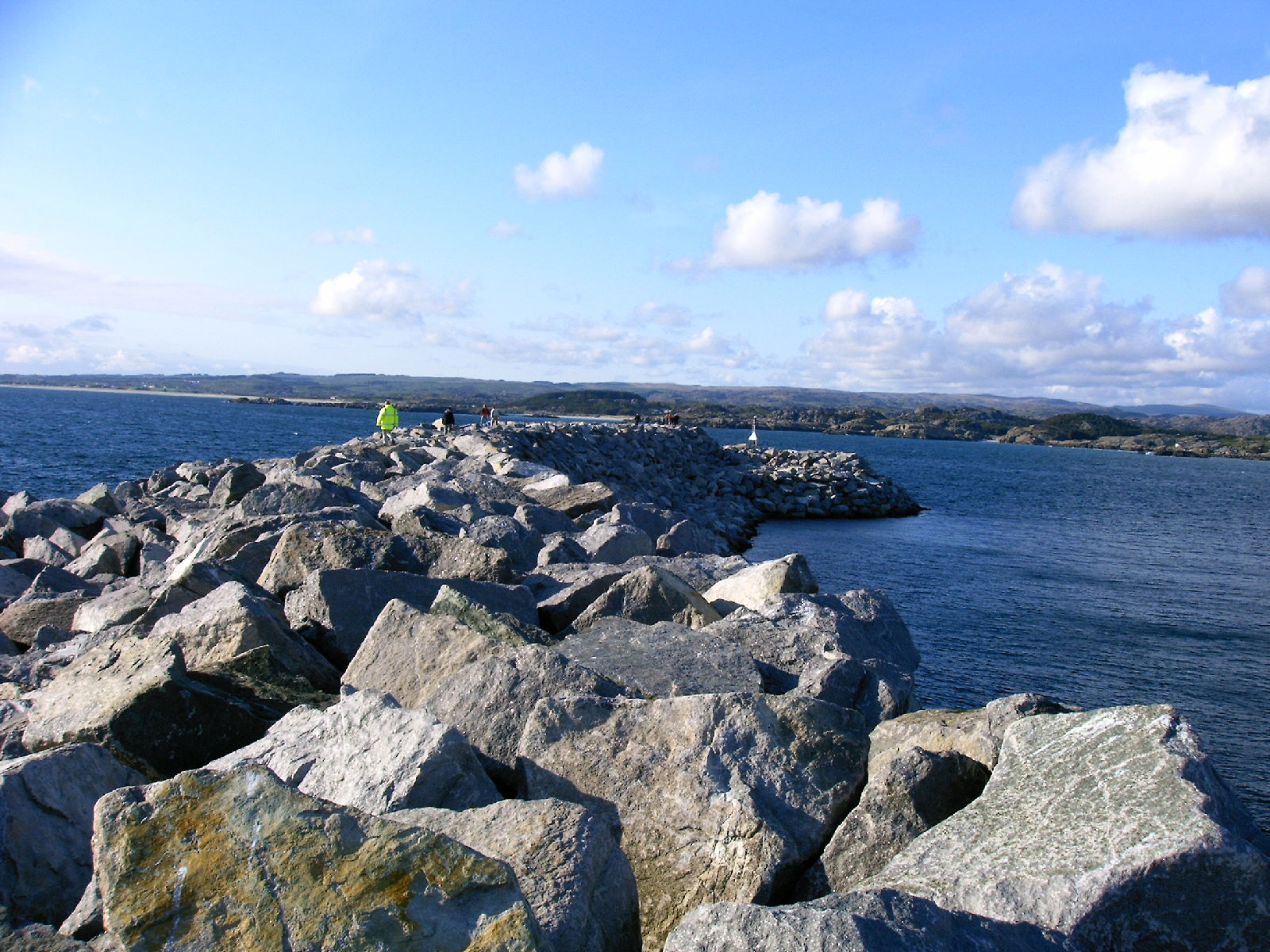
Rompeolas Sirevåg, Noruega, ejemplo de rompeolas de berma islandés

El otro rompeolas de berma es el rompeolas de berma islandés. También tiene una berma, pero está formada por un gran número de piedras diferentes, colocadas con precisión. El diseño está adaptado a la producción de la cantera, de manera que casi el 100% de la piedra de la cantera puede procesarse en el rompeolas. Así, no hay desperdicio. Este tipo es atractivo si hay una cantera cerca, y hay requisitos estrictos de material. Es necesario contar con un contratista de alta calidad para construir una estructura de este tipo.

### Rompeolas de cajón

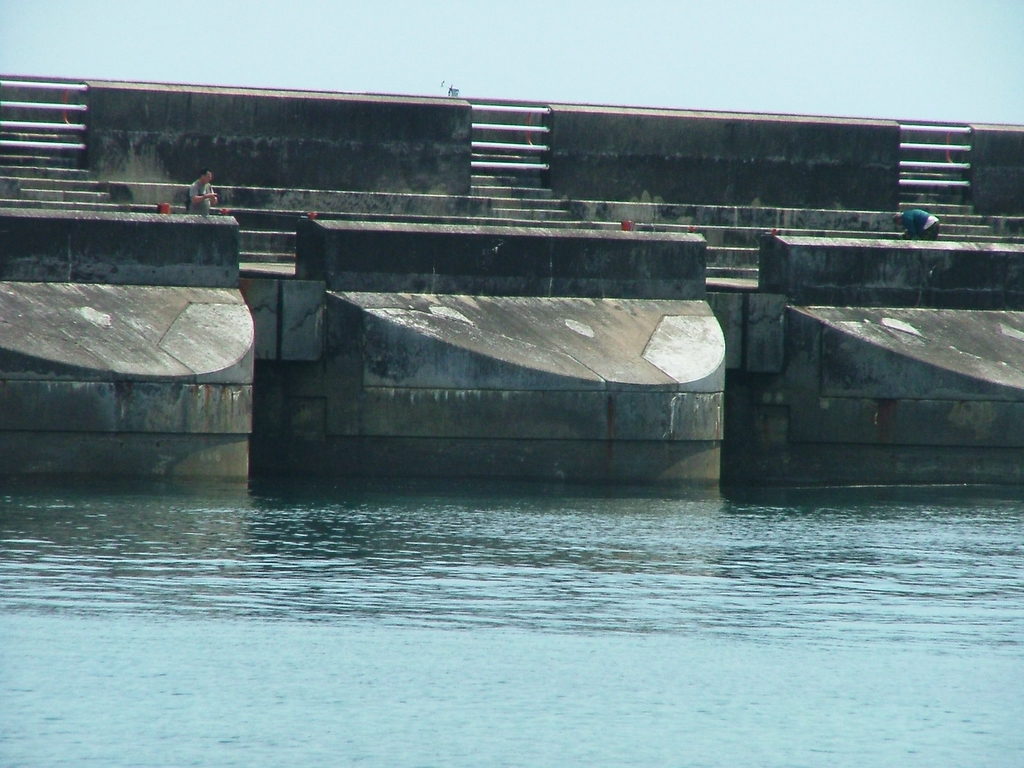
Rompleolas de cajón.

Un rompeolas de cajón consiste en grandes tanques de hormigón (cajón) que se prefabrican y se colocan en el lugar adecuado del fondo marino. A continuación, los cajones se rellenan con roca triturada para darles una gran masa. Esta masa es necesaria para obtener una estabilidad suficiente bajo las grandes fuerzas de los "impactos de las olas", que se producen cuando éstas chocan contra una pared vertical.
Los cajones son estructuras relativamente caras. Sólo en aguas muy profundas pueden ser una solución económica. Por ello, se aplican en zonas en las que el fondo marino desciende de forma muy pronunciada desde la costa, por ejemplo, en Japón. También pueden aplicarse cuando hay poco espacio para un rompeolas de cajón. La ventaja de un rompeolas de cajón es que es muy fácil crear atracaderos para los barcos. Una desventaja es que es muy difícil determinar las fuerzas que se producen en el rompeolas, y la cimentación de estas pesadas estructuras también presenta su propia serie de problemas.

### Escollera flotante

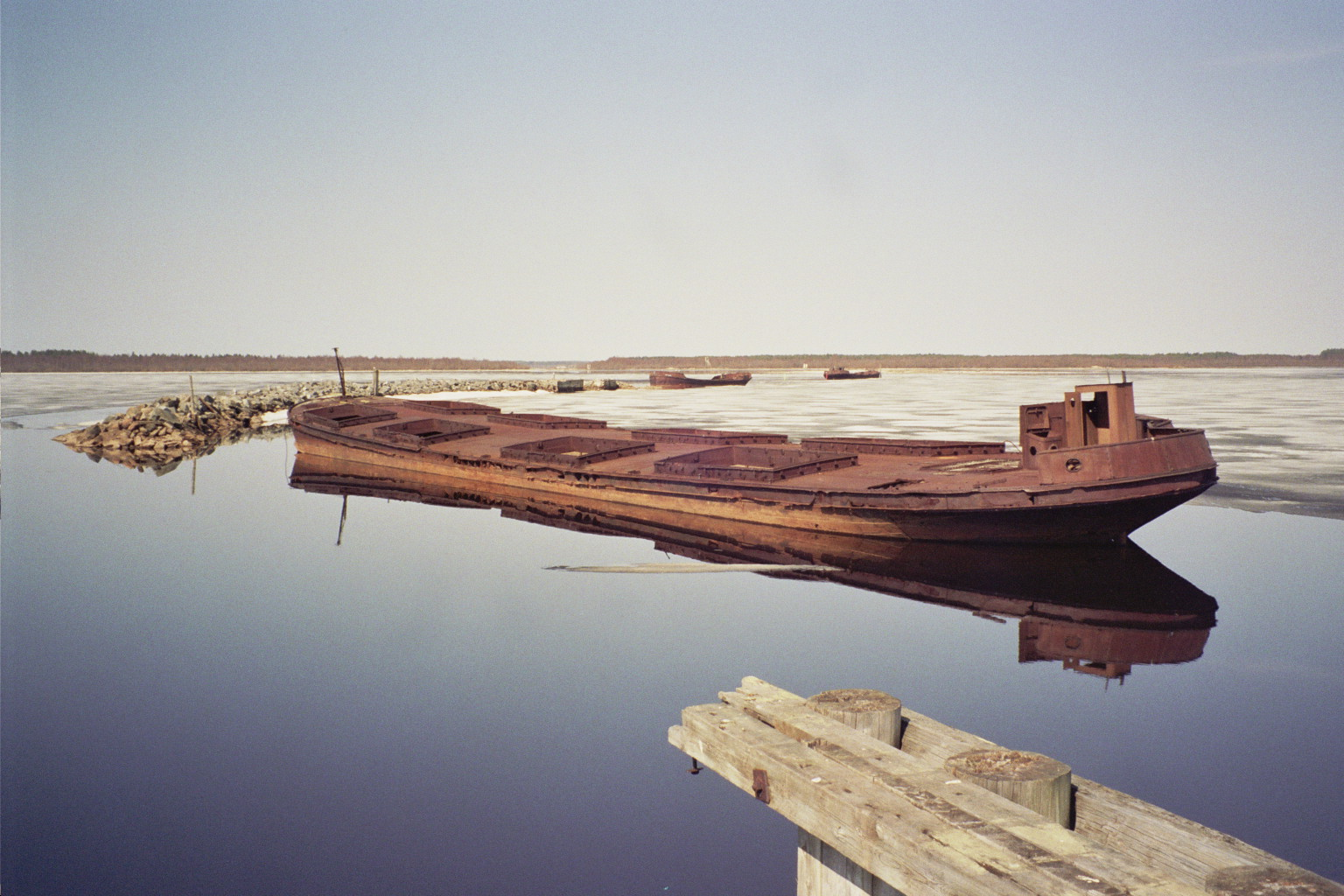
Rompeolas parcialmente construido con barcos viejos.

Los rompeolas flotantes han sido ampliamente probados en los Países Bajos por la TU Delft. Ahora, en parte por los resultados positivos de la investigación, ha surgido una empresa que construye estos rompeolas flotantes en todo el mundo (bajo el nombre de Dutch Floating Breakwaters). La atenuación de este tipo de rompeolas es alta (90%) para olas relativamente cortas. Por lo tanto, es una solución económica en comparación con los rompeolas fijos tradicionales para situaciones en las que el agua es muy profunda, y como la superficie del agua no es tan grande, el período de las olas es pequeño. Esto ocurre, por ejemplo, en los lagos italianos (norte de Italia) y en los fiordos noruegos. 
Los rompeolas flotantes también se utilizan a menudo para crear temporalmente una zona de calma en el mar (por ejemplo, durante operaciones militares).

### Escollera de pilotes

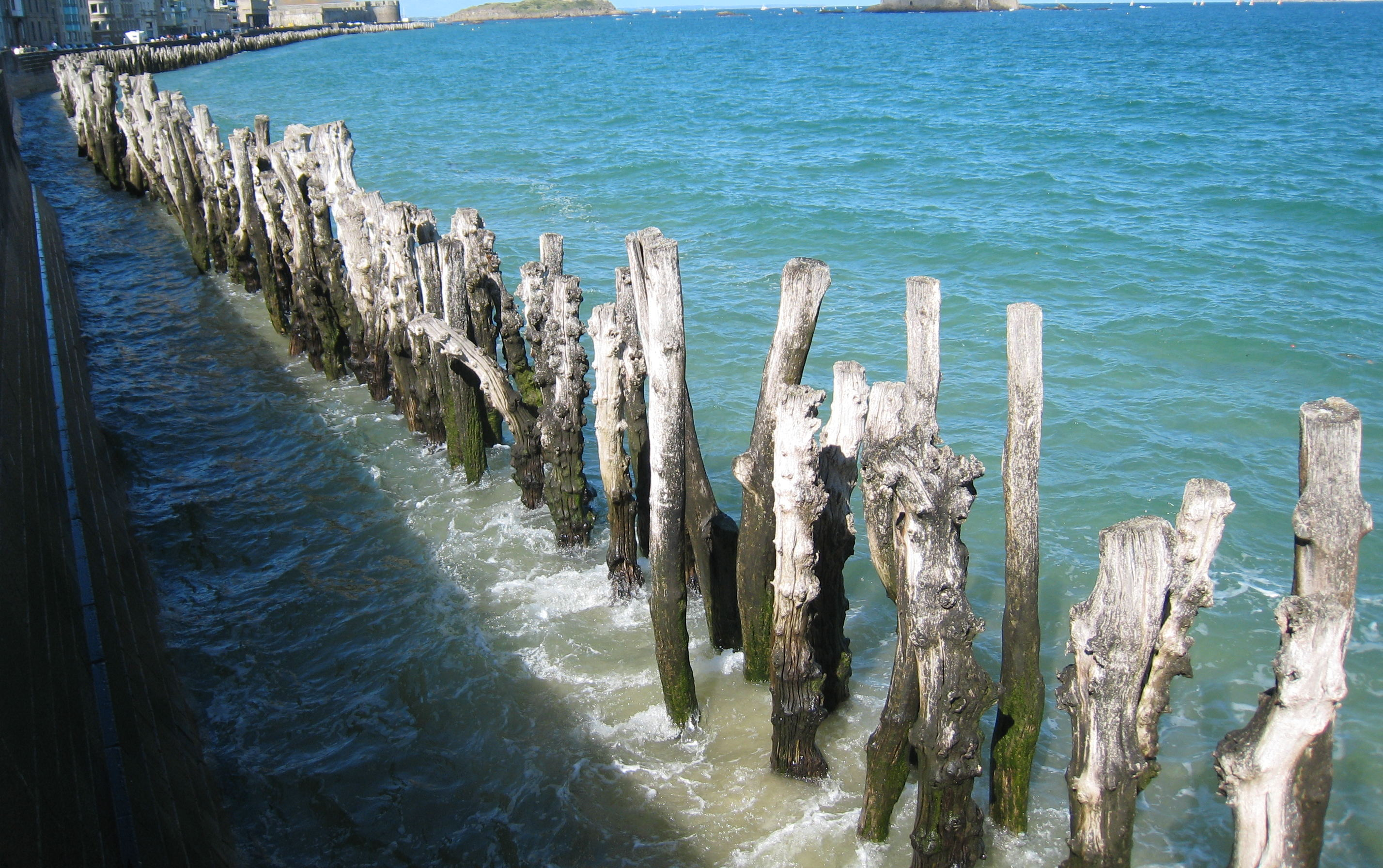
Escollera realizado con pilotes de madera. Saint Maló, Francia.

Inyectar un gran número de postes en el suelo para frenar la acción de las olas parece una solución sencilla en un principio. Sin embargo, se puede demostrar, por motivos teóricos, que esa solución sólo es eficaz cuando los pilotes están tan juntos que casi forman una pared cerrada. Por lo tanto, como verdadero rompeolas, un rompeolas de pilotes no es muy eficaz. Sin embargo, esta construcción puede ser una solución en caso de problemas de erosión. Para resolver un problema de erosión, a menudo ya es efectiva una reducción de la altura de las olas de unos pocos centímetros, lo que se puede conseguir con una hilera de pilotes.
Una aplicación especial de esto es un mamparo unido a pilotes. Esto también inhibe las olas (cortas), y para los puertos deportivos puede ser una opción interesante. Este tipo es común en Australia, ya que un mamparo de este tipo requiere un procedimiento de autorización mucho más sencillo que un rompeolas de ondas fracturadas (que suele ser más eficaz).

### Construcciones especiales
A veces se construyen rompeolas de mamparo que no se elevan por encima del agua. Esto puede hacerse cuando la reducción de la altura de las olas es suficiente y no es necesario eliminar todas las olas. Como la construcción es más baja, se necesita mucho menos material y la construcción es también mucho más económica. 
Además, a veces se combinan la piedra vertida y el rompeolas de cajón: la parte inferior del rompeolas se construye con piedras vertidas, sobre las que se coloca un cajón. Esto se puede hacer para ahorrar costes (cantos rodados baratos), mientras que sigue siendo necesario un amarre.

## Paseo marítimo
En Venezuela, Colombia, Cuba, Ecuador, México, Perú y República Dominicana, un malecón se refiere al paseo que corre paralelo a la orilla del mar o de un río, lo que sería un paseo marítimo.

## Consecuencias no deseadas
Los rompeolas están sujetos a daños y desbordamientos en el caso de tormentas severas. Algunos también pueden tener el efecto de crear tipos únicos de olas que atraen a los surfistas, como la famosa ola The Wedge en el rompeolas de Newport Beach en California, EE. UU.

### Efectos de sedimentos
La disipación de energía y el agua relativamente tranquila creada a sotavento de los rompeolas a menudo fomentan la acreción de sedimentos (según el diseño del esquema del rompeolas). Sin embargo, esto puede conducir a una acumulación excesiva de salientes, lo que resulta en la formación de tómbolo, lo que reduce la deriva costera hacia la costa de los rompeolas. Este atrapamiento de sedimentos puede causar efectos adversos a la deriva de los rompeolas, lo que lleva a la inanición de sedimentos en la playa y al aumento de la erosión costera. Esto puede llevar a que se necesite una mayor protección de ingeniería a la deriva del desarrollo del rompeolas. La acumulación de sedimentos en las zonas aledañas a los espigones puede dar lugar a zonas planas con profundidades reducidas, lo que modifica el paisaje topográfico del fondo marino.
Las formaciones salientes como resultado de los rompeolas son una función de la distancia a la que se construyen los rompeolas desde la costa, la dirección en la que la ola golpea el rompeolas y el ángulo en el que se construye el rompeolas (en relación con la costa). De estos tres, el ángulo en el que se construye el rompeolas es el más importante en la formación de ingeniería de los salientes. El ángulo en el que se construye el rompeolas determina la nueva dirección de las olas (después de que hayan golpeado los rompeolas) y, a su vez, la dirección en la que fluirá el sedimento y se acumulará con el tiempo.

### Efectos ambientales
La heterogeneidad reducida en el paisaje del fondo marino introducida por los rompeolas puede conducir a una abundancia de especies y una diversidad reducidas en los ecosistemas circundantes. Como resultado de la heterogeneidad y la profundidad reducida que producen los rompeolas debido a la acumulación de sedimentos, la exposición a los rayos UV y la temperatura en las aguas circundantes aumentan, lo que puede alterar los ecosistemas circundantes.

## Construcción de escolleras separadas
Hay dos tipos principales de rompeolas en alta mar (también llamadas rompeolas separadas): simples y múltiples. Las simples, como sugiere el nombre, significa que el rompeolas consta de una barrera ininterrumpida, mientras que los rompeolas múltiples (en números que van de dos a veinte) se colocan con espacios entre ellos. (50–300 metros). La longitud de la brecha se rige en gran medida por las longitudes de onda que interactúan. Los rompeolas pueden ser fijos o flotantes, e impermeables o permeables para permitir la transferencia de sedimentos hacia la costa de las estructuras, dependiendo la elección del rango de marea y la profundidad del agua. Por lo general, consisten en grandes piezas de roca (granito) que pesan entre 10 y 15 toneladas cada una, o en un montículo de escombros. Su diseño está influenciado por el ángulo de acercamiento de las olas y otros parámetros ambientales. La construcción del rompeolas puede ser paralela o perpendicular a la costa, según los requisitos de la costa.

## Grandes malecones del mundo
- Malecón de Mazatlán, Sinaloa, México
- Malecón de Santo Domingo, República Dominicana
- Malecón de Puerto Vallarta, Jalisco, México
- Malecón de Campeche, Campeche, México
- Malecón de Zarauz, España
- Malecón de Guayaquil, Ecuador
- Malecón habanero, Cuba
- Malecón de Yuscarán, Honduras
- Malecón de Veracruz, México
- Malecón de Barranquilla, Colombia.
- Malecón de Cúcuta, Colombia.
- Malecón de Chetumal, México.